# 排羊乡
排羊乡，是中华人民共和国贵州省黔东南苗族侗族自治州台江县下辖的一个乡镇级行政单位。

## 行政区划
排羊乡下辖以下地区：
屯上村、排羊村、岩寨村、小江村、掌里村、坪寨村、排扎村、展喜村、大塘村、台乐村、九摆村、上南刀村和下南刀村。

## 中国传统村落
2013年8月，九摆村、上南刀村被评为第二批中国传统村落。